# Malaysia ai Giochi della XX Olimpiade
La Malaysia partecipò ai Giochi della XX Olimpiade che si sono svolti a Monaco di Baviera dal 26 agosto all'11 settembre 1972, con una delegazione di 45 atleti impegnati in 6 discipline, per un totale di 20 competizioni.
Portabandiera fu il calciatore Mohamed Bakar.
Fu la terza partecipazione di questo paese ai Giochi. Non fu conquistata nessuna medaglia.